# چشمه چویو
چشمه چویو در مجاورت جاده آسپاس شهرستان اقلید و در دامنه ارتفاعات کوه حسینی قرار گرفته و منطقه‌ای مناسب برای تأسیس پارک جنگلی و ایجاد گردشگاه است. با حفظ و زادآوری گونه‌های گیاهی و جانوری و ایجاد پارک جنگلی، قابلیت‌های تفریحی - سیاحتی چشمه چویو افزایش می‌یابد و این محل به گردشگاهی مناسب تبدیل می‌شود.